# Virgen de la Amargura (Sevilla)

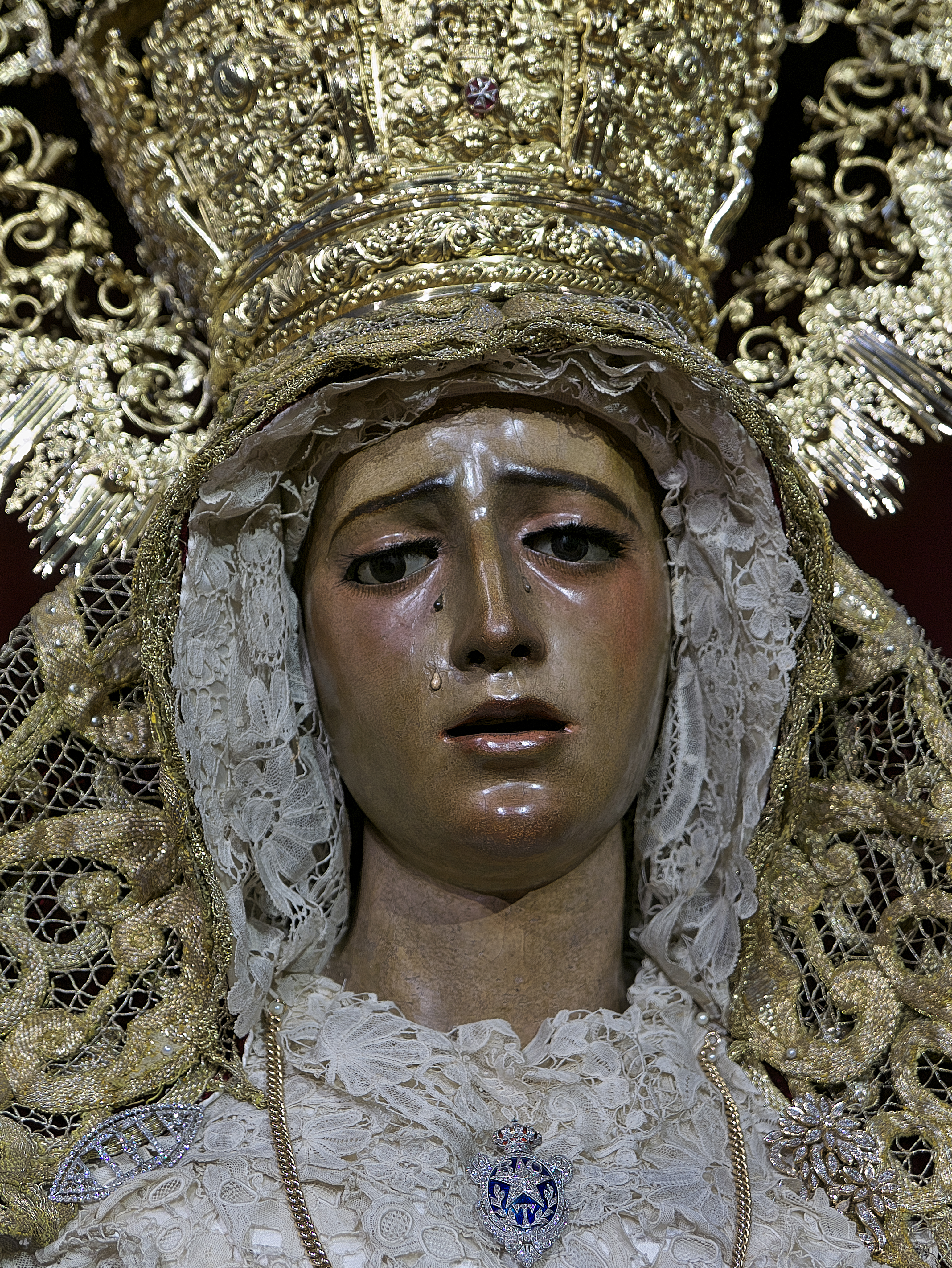
María Santísima de la Amargura

Virgen de la Amargura es una imagen de la Virgen María que se venera en el altar mayor de la iglesia de San Juan de la Palma de Sevilla, Andalucía, España.
El 21 de noviembre de 1954 fue coronada canónicamente en la catedral de Sevilla siendo la primera Dolorosa en recibir esta distinción en la archidócesis. Representa el momento en el que la Virgen es acompañada por san Juan Evangelista en la calle de la Amargura, camino del Calvario. 
Es titular de la Pontificia, Real e Ilustre Hermandad Sacramental y Cofradía de Nazarenos de Nuestro Padre Jesús del Silencio en el Desprecio de Herodes, María Santísima de la Amargura Coronada y San Juan Evangelista, y Santa Ángela de la Cruz.

## Autoría
Es una obra anónima fechada a principios del siglo XVIII, pues en los inventarios de la hermandad de 1708 en adelante, aparece ya una imagen “con cabeza, manos y pie de candelero”. Fue en 1763 cuando Benito de Hita y Castillo le hace nuevo cuerpo y candelero para adaptarle la posición dialogante con san Juan Evangelista.
Es una imagen de candelero de 170 centímetros, realizada en madera de cedro, teniendo policromados únicamente el rostro y las manos. El candelero es de forma ovalada de ocho listones que le arrancan de las caderas, realizado por Francisco Buiza en 1975. La cabeza está en postura frontal aunque ligeramente girada a la derecha; las cejas son rectas y levemente arqueadas hacia las sienes y sutilmente fruncidas en el entrecejo. Los ojos que son pintados sobre cáscara de huevo y de color castaño, tienen la mirada baja y a la izquierda, lleva pestañas postizas en el párpado superior y pintadas en el inferior; de nariz recta, boca entreabierta con los dientes superiores tallados y tres lágrimas de cristal surcan su rostro, dos en la mejilla derecha y una en la izquierda. Las manos están extendidas siendo la izquierda con el dedo cordial y anular más próximos entre ellos que al índice y meñique; lleva en la mano derecha un pañuelo y en la izquierda nada.

## Intervenciones
En 1832 Juan Bautista Petroni le recompuso los brazos y Manuel Rossi la restauró en 1886. En 1893 Antonio Susillo restaura la imagen tras el incendio que sufrió el paso el Domingo de Ramos del citado año en la plaza de san Francisco, realizándole además manos nuevas. Fue restaurada por Manuel Gutiérrez-Reyes Cano en 1902 y por Emilio Pizarro de la Cruz en 1912, Sebastián Santos Rojas en 1933 y 1941, Juan Miguel Sánchez en 1949 y 1961, restaurando el cuello y rostro de la imagen, y Francisco Buiza en 1975 que le hizo candelero nuevo. La última restauración fue llevada a cabo por los Hermanos Cruz Solís e Isabel Poza, que le hicieron una limpieza completa en 1996. En 2008 la Virgen fue objeto de una intervención realizada por Enrique Gutiérrez Carrasquilla que estableció un nuevo sistema de sujeción en los brazos y realizó una leve fijación en el cuello de la imagen. Entre finales de 2019 y principios de 2020 fue de nuevo intervenida por Enrique Gutiérrez Carrasquilla, consistiendo en una limpieza de policromía, sustitución de pestañas, arreglo de alfilerazos y manos y cubrir la grieta que tenía en el rostro.

## Coronación canónica
La Virgen de la Amargura fue coronada canónicamente por rescripto consesorio de la reverenda fábrica de San Pedro el 21 de noviembre de 1954, siendo pontífice el Papa Pío XII.
La corona de oro labrada en las mismas dependencias de la hermandad por Cayetano González Gómez en 1954 para la ocasión le fue impuesta por el cardenal - arzobispo de Sevilla, Pedro Segura y Sáenz que, tras la coronación, le obsequió a la imagen de la Virgen la cruz de su pectoral colocándosela en ese momento.
Fue la primera Virgen de una hermandad penitencial sevillana en recibir ese honor. Por dicha coronación, recibió de manos del alcalde de Sevilla en 1991, Manuel del Valle Arévalo, la imposición de la medalla de oro de la ciudad otorgada a las cofradías de la ciudad.
Las madrinas de la coronación canónica fueron las Hermanas de la Cruz debido a la estrecha vinculación que la hermandad tiene con la compañía desde su fundación, siendo la Virgen de la Amargura junto a Virgen de los Reyes las devociones marianas de Santa Ángela de la Cruz.

## Estación de penitencia
Realiza su estación de penitencia el Domingo de Ramos desde la iglesia de San Juan Bautista, vulgo de "la Palma" en el paso de palio acompañada, siempre de la imagen de san Juan Evangelista de Benito de Hita y Castillo, su paso va precedido por el del misterio que evoca el momento en el que Jesús con las manos atadas guarda silencio en presencia de Herodes Antipas que está sentado en su trono, a su alrededor hay dos sayones judíos y tres soldados romanos.

## Paso de palio
El paso de palio es uno de los más destacados de la Semana Santa Sevillana. Las bambalinas, techo de palio faldones y manto son realizados en terciopelo granate bordados en oro por el bordador sevillano Juan Manuel Rodríguez Ojeda entre 1926 y 1927, siendo restaurado por Jesús Rosado en 2004. La Orfebrería corre a cargo de Cayetano González en peana, respiraderos y varales, ángeles ceriferarios por Seco Velasco y candelabros, todo ello en plata de ley. La Virgen luce en su salida, la corona de coronación realizada en las dependencias de la hermandad en oro de ley por Cayetano González y cuenta 62 azucenas en la ráfaga, como dato curioso y una imagen de la Virgen de los Reyes (patrona de Sevilla) en plata de ley.

## Marchas dedicadas a la Virgen
- Amargura (Benito Hernández de la Cruz, 1901)
- Amarguras (Manuel Font de Anta, 1919)
- Amargura (José del Castillo Díaz, 1928)
- En tus Lágrimas, Amargura (Julio Vera Cuder, 1989)
- La Amargura (Isaac Jiménez, Jorge Águila)
- Amara (José María Redondo Márquez, 1998)
- Cincuentenario (Francisco Javier Alonso Delgado, 2004)
- Mater (Juan José Luque Vela, 2005)
- En tu Amargura (Jacinto Manuel Rojas Guisado, 2009)
- Sevilla en su Amargura (Jesús Navarro Muñoz, 2010)